# 阿克恰科賈

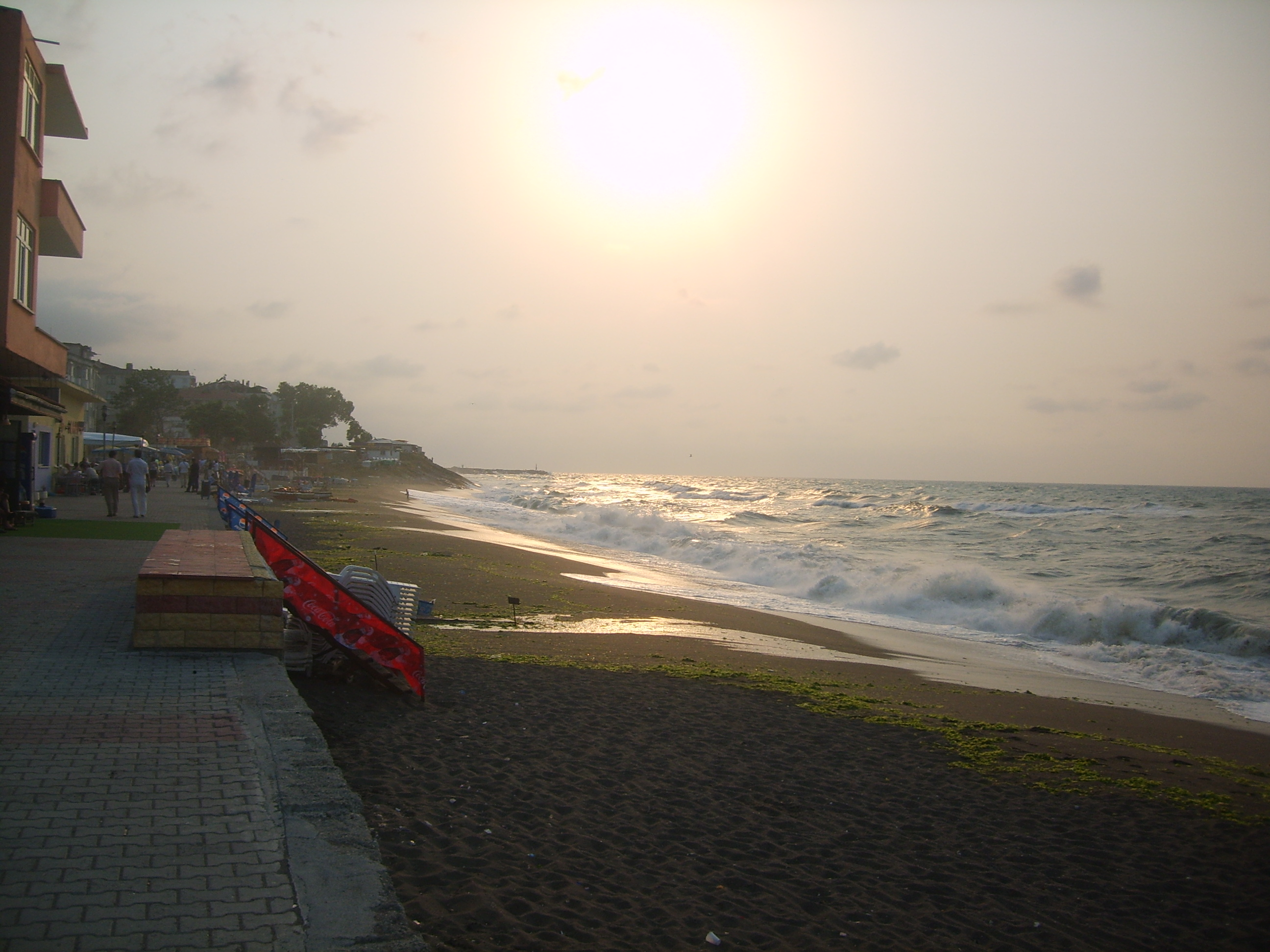

阿克恰科賈是土耳其的城鎮，位於該國西北部黑海沿岸，距離伊斯坦堡約200公里，由迪茲傑省負責管轄，是熱門的旅遊地點，2011年人口23,424。

## 外部連結
- District governor's official website （页面存档备份，存于） （土耳其文）
- District municipality's official website （页面存档备份，存于） （土耳其文）
- Pictures of Akçakoca （页面存档备份，存于）

41°05′N 31°07′E / 41.083°N 31.117°E